# 苏珊·安德鲁斯
苏珊·安德鲁斯（英語：Susan Andrews，1971年5月26日—），澳大利亚女子田径运动员。她曾代表澳大利亚参加1990年和1998年英联邦运动会田径比赛，获得一枚金牌和一枚银牌。她也曾参加1992年和2000年夏季奥运会。